# Luis Medina Barrón
Luis Medina Barrón (Jerez de García Salinas, 30 settembre 1871 – Città del Messico, 27 aprile 1937) è stato un generale e diplomatico messicano.

## Biografia
Luis Medina Barrón nacque a Jerez de García Salinas, Zacatecas, il 30 settembre 1871. Iniziò la carriera militare all'età di 17 anni con il grado di sottotenente di fanteria. Per molti anni prestò servizio nelle forze ausiliarie dello Stato. Accompagnò il governatore Rafael Izábal durante la guerra Yaqui e in tutte le spedizioni da lui organizzate contro gli indiani ribelli. Fu promosso a maggiore e ottenne il comando dell'11° Corpo Rurale della Federazione.
Con l'inizio della rivoluzione messicana operò sulle montagne di Chihuahua, combattendo a Batopilas, Agua Prieta e ottenne la promozione a tenente colonnello. Successivamente comandò l'8º Corpo Rurale. Come brigadiere tornò a Zacatecas nell'aprile 1913 al comando di una brigata del Corpo Rurale formato dai battaglioni 39 e 52, 400 volontari messicani, 150 da Xico e 2 batterie per combattere la rivoluzione costituzionalista. Assistette alle battaglie di Santa Rosa e Santa María in cui furono sconfitti i federali e fu promosso a generale di brigata.
Il 20 febbraio 1914 fu nominato governatore dello stato di Zacatecas e nel mese di giugno partecipò alla presa di Zacatecas. Per aver sconfitto Pánfilo Natera fu promosso a generale di divisione; tuttavia, fu sconfitto e sfrattato dalla División del Norte di Pancho Villa. Per questo indirizzò il seguente messaggio al generale Victoriano Huerta: "La piazza di Zacatecas è caduta con sangue e fuoco, annientando l'intera guarnigione".
Tra il 1917 e il 1920 fu in armi contro Venustiano Carranza, unendosi alle forze feliciste che operavano a Veracruz. Appoggiò il Piano di Agua Prieta e di conseguenza il grado di generale di divisione gli fu riconosciuto. Servì diversi anni nel servizio consolare messicano e morì il 27 aprile 1937 a Città del Messico.